# نمر ملطخ (جنس)
النمور الملطخة (الاسم العلمي: Neofelis) هو أحد أجناس السنوريات الذي يضم نوعين من القطط تعيش في جنوب وجنوب شرق آسيا.
في أواخر سنة 2007 اُعتبر نمر سوندا الملطخ نوعًا مستقلًا حيث كان سابقاً يُعتبر نويعة من نويعات النمر الملطخ.

## الأنواع
- نمر سوندا الملطخ
- النمر الملطخ